# Ново-Кемеровская ТЭЦ
Ново-Кемеровская ТЭЦ — предприятие энергетики г. Кемерово. В результате реорганизации с 01.01.2013 г. выделена из состава АО «Кузбассэнерго» в новое юридическое лицо: ОАО «Ново-Кемеровская ТЭЦ», входит в Группу "Сибирская генерирующая компания" (СГК).
Ново-Кемеровская ТЭЦ -  самая крупная по установленной электрической мощности в Кемерово станция. Ново-Кемеровская ТЭЦ первоначально была построена как часть Ново-Кемеровского химкомбината (сегодня АО «СДС Азот»). Станция должна была обеспечивать энергией сам комбинат и соседние промышленные предприятия. За минувшие годы все кардинально изменилось. Сегодня ТЭЦ – важное звено системы жизнеобеспечения многотысячного Кемерова. Станция снабжает теплом и горячей водой около трети левобережной части города, вырабатывает электроэнергию в единую сеть, снабжает паром крупные промышленные предприятия. Работая синхронно с Кемеровской ГРЭС,  Ново-Кемеровская ТЭЦ обеспечивается энергобезопасность города как в части электричества, так и тепловой энергии.
В настоящее время установленная электрическая мощность Ново-Кемеровской ТЭЦ составляет 580 МВт, тепловая мощность – 1449 Гкал/час. Основным видом топлива станции является каменный уголь марки Д Кузнецкого угольного бассейна. В состав основного генерирующего оборудования входят: 9 котельных агрегатов ТП-87 паропроизводительностью 420  тонн в час, 8 турбинных установок.

## Руководство
- Директор — Носков Вячеслав Александрович
- Главный инженер — Вандышев Владимир Александрович
- зам. Главного инженера по эксплуатации — Юдин Михаил Викторович
- зам. Главного инженера по ремонтам — Шалунов Руслан Юрьевич

## История
Первое подключение станции к энергосистеме состоялось в сентябре 1955 года, тогда же строящаяся Ново-Кемеровская ТЭЦ по распоряжению Совета министров СССР была передана в ведение «Кузбассэнерго» Министерства электростанций СССР. В последующие годы становилось все очевиднее, что станция может и должна развиваться вместе с городом, взяв на себя дополнительную нагрузку по снабжению теплом и горячим водоснабжением коммунальной сферы и ЖКХ. Поэтому в конце 60-х годов начинается расширение ТЭЦ, строятся вторая и третья очереди, прокладываются новые теплосети. В период с 1970 по 1989 годы были введены в эксплуатацию 5 котло- и 4 турбоагрегата третьей очереди расширения ТЭЦ.
В 2009 году на Ново-Кемеровской ТЭЦ был запущен в эксплуатацию новый турбоагрегат № 15 номинальной мощностью 100 МВт. Этот проект стал первым в обширной инвестиционной программе, реализуемой «Сибирской генерирующей компанией» в рамках договора о предоставлении мощности (ДПМ).
Турбоагрегат № 15 построили в рекордно-короткие сроки — всего за полгода, было возведено также отдельное здание для щита управления. В итоге станция получила современный комплекс, с использованием передовых технологий как в конструкционном плане, так и в автоматизированной системе управления.
Областному центру этот проект обеспечил надежное теплоснабжение — плюсом 220 Гкал-час тепла, в кузбасском узле появилась дополнительная электрическая мощность — 100 МВт.
В 2011 году на Ново-Кемеровской ТЭЦ вновь приступили к реализации масштабного проекта по реконструкции оборудования, а точнее по переводу котлов с проектной марки угля «СС» на уголь марки «Д». 
Проект был реализован по причине того, что в 2010 году сложилось критическое положение с поставками углей марки «СС» на склады кемеровских станций. Угольные компании практически полностью направляли его на экспорт, поскольку угли «СС» дефицитные. Чтобы пройти зиму и не заморозить областной центр, станция вынуждена была работать на газе — в убыток себе.
Поэтому в июне 2011 года было принято решение перевести котлы на уголь марки Д, менее дефицитный и более дешевый. Уже в ноябре 2011 года запустили первый реконструированный котел, до конца года на новый уголь перевели 5 котлов. В 2012 году были реконструированы ещё 4 котлоагрегата. И эффект от перевода оказался ощутим. В первую очередь — экологический, поскольку выбросы окислов азота в атмосферу снизились почти на 50 %. Это позволило станции укладываться в установленные нормативы по выбросам и не платить штрафные санкции. Сократились трудозатраты по пылеприготовлению, поскольку уголь марки «Д» более проходимый, сыпучий. Возросла надёжность обеспечения Ново-Кемеровской ТЭЦ топливом.

Основные даты в истории НКТЭЦ
- 3—10 ноября 1955 года —включение турбогенератора № 2 в сеть.
- 22 декабря 1955 года турбогенератор № 1 включен в сеть.
- 17 января 1956 года коллектив НКТЭЦ приступил к выполнению государственного плана производства электрической и тепловой энергии в связи с пуском в работу блока турбогенераторов.
- В 1957 году Томским отделением «Теплоэлектропроект» начато проектирование II очереди расширения ТЭЦ, с началом строительства в 1961 г. Главный инженер проекта Н. Воронов.
- 1 января 1960 года — начало строительства II очереди НК ТЭЦ.
- 27 апреля 1960 года утверждено проектное задание II очереди строительства НК ТЭЦ.

27.09.1963
— ввод турбогенератора № 7.
30.12.1963
— ввод котла № 7.
30.12.1964
— ввод котла и турбогенератора № 8.
31.12.1965
— ввод котла № 9.
30.06.1966
— ввод турбогенератора № 9.
31.12.1967
— ввод котла № 10.
11.09.1968
— начато проектирование III очереди.
31.12.1968
— ввод турбогенератора № 10. Окончание строительства II очереди.
28.03.1969
— утверждено проектное задание на строительство III очереди.
Одновременно с
вводом основного оборудования на ТЭЦ был выполнен следующий объем
строительно-монтажных работ:
— сооружение
дымовой трубы;
— расширение ГРУ
— 6кв;
— сооружение ЗРУ
110кв № 2;
-
расширение разгрузсарая, открытого склада, системы галерей, эстакад 
и узлов пересыпки;
— расширение
химводоочистки (II очередь);
— расширение
мазутного хозяйства;
— сооружение
бытового и административного корпусов.
С 1969 года ТЭЦ
приступила к теплоснабжению сетевой водой коммунально-бытовых потребителей г.
Кемерово за счет ввода бойлерной
установки ст. № 4.
28 марта 1969
года Совет Министров СССР решением № 644Р утвердил проектное задание по
расширению III очереди ТЭЦ. Главный инженер проекта А. И. Захаров.
ПРОЕКТНЫМ
ЗАДАНИЕМ ПРЕДУСМАТРИВАЛОСЬ:
по основному
оборудованию установка пяти котлоагрегатов высокого давления
производительностью по 420т/час; двух противодавленческих турбоустановок
мощностью по 50МВт; двух теплофикационных турбоустановок, с производственным
отбором 8кгс/см2, мощностью по 50МВт и двух теплофикационных
установок, с производственным отбором 18кгс/см2, мощностью по
135МВт;
по вспомогательным сооружениям и оборудованию:
разгрузочное устройство с двумя роторными вагоноопракидывателями, дробильный
корпус, система галерей, эстакад и узлов пересыпки, второй кран перегружатель
для открытого склада, химводоочистка обессоливания на 900т/час, объединённое
масломазутохозяйство, золоотвал № 2, центральные ремонтные мастерские и
объединенное складское хозяйство, служебно-бытовой корпус, расширение
электролизной.
ДАТЫ ВВОДА
ОСНОВНОГО ОБОРУДОВАНИЯ:
· 
01.01.1970
— начало строительства III очереди.
· 
31.12.1972
— ввод котла и турбогенератора № 11.
22.12.1973
— ввод турбогенератора № 12.
· 
26.09.1974
— ввод котла № 12.
· 
31.12.1977
— ввод турбогенератора № 13.
· 
26.10.1978
— ввод котла № 13.
· 
08.04.1981
— ввод котла № 14.
· 
22.12.1981
— ввод турбогенератора № 14.
· 
28.07.1987
— ввод котла № 15.
· 
26.02.2009
— ввод турбогенератора № 15
В период 1976-80 гг. снято с эксплуатации и демонтировано физически изношенное и морально устаревшее импортное оборудование первой очереди НК ТЭЦ.
В 1992 году выполнена замена оборудования блока ст. № 7 с установкой принципиально новой противодавленческой турбины типа ПТР на 1,2ата с производственным отбором на 13 ата мощностью 8 0МВт (вместо 60МВт).
В 1999 году введен в работу котлоагрегат IV очереди расширения ст. № 16 в счет замещения выведенного из работы немецкого оборудования котельного цеха I очереди.
С целью подготовки к модернизации оборудования в 2002 году выведен из работы турбоагрегат ст. № 8 мощностью 50 МВт.
Установленная мощность НК ТЭЦ на 01.01.2005 года составляла: тепловая 1289 Гкал/ч, электрическая 465 МВт.
Для замещения выработавших ресурс турбоагрегатов в 2009 году введен в работу турбоагрегат ст. № 15 типа Т-120-12,8 электрической мощностью 100 МВт, тепловой мощностью 160 Гкал/час.
На станции с приходом нового собственника была реализована программа реконструкции всех котлоагрегатов ТП-87 № 8-16. Они были переведены на сжигание углей марки «Д» вместо углей марки «СС». Это привело к снижению себестоимости производства энергии и снижению выбросов.